# رنگ‌های ملی یونان

پرچم یونان از سال ۱۹۷۸, پرچم دریایی و پرچم ملی از سال ۱۸۲۲ تا ۱۹۷۸, به رنگ‌های ملی یونان هستند.

رنگ‌های ملی یونان (انگلیسی: National colours of Greece) آبی و سفید هستند.
رنگ‌های آبی و سفید هم چنین رنگ‌های ملی اسرائیل، آرژانتین، السالوادور، گواتمالا، هندوراس و نیکاراگوئه است، اضافه بر اینها رنگ‌های سازمان ملل متحد می‌باشد و هم چنین رنگ‌های ملی پیشین پرتغال بوده‌است.

## تاریخچه
به نظر می‌رسد که رنگ‌های آبی و سفید از لحاظ تاریخی چندین قرن توسط یونانی‌ها مورد استفاده قرار می‌گرفت و در هنگام شورش‌های قبل از انقلاب ۱۸۲۱ بر علیه عثمانی، از آنها استفاده می‌شد.